# Lista primarilor sectoarelor bucureștene aleși după 1989

Sectoarele Bucureștiului

Aceasta este lista primarilor sectoarelor capitalei aleși după 1989, ordonată după sectoare și cronologic.

## Istoric
Prin Legea Municipiului București din 1 martie 1926, intrată în vigoare în 1927,  Bucureștiul a fost împărțit în patru sectoare: Galben, Negru, Albastru și Verde, fiecare având primarul și consiliul său, și 13 comune suburbane (foste așezări rurale), respectiv Băneasa, Colentina, Fundeni, Pantelimon, Principele Nicolae, Dudești-Cioplea, Popești-Leordeni, Șerban- Vodă, Militari, Roșu, Regele Mihai, Grivița și Lupeasca. 
După 23 august 1944, Bucureștiul a fost împărțit în trei sectoare, diferențiate prin culori (sectorul I -Galben, sectorul II – Negru, sectorul III - Albastru). Instaurarea unui nou regim politic în 1947 a adus și schimbări în organizarea administrativă a orașelor. În 1950, prin legea dată de Marea Adunare Națională a Republicii Populare Române, teritoriul țării a suferit o nouă împărțire teritorial – administrativă: regiuni, raioane, orașe și comune. Municipiul București a fost structurat în opt raioane și anume: I. V. Stalin, 1 Mai, 23 August, 16 Februarie, Tudor Vladimirescu, Nicolae Bălcescu, V. I. Lenin, Grivița Roșie. 
În 1968, cele opt raioane în care era împărțit Bucureștiul redeveneau sectoare, Municipiul București cuprinzând atunci opt sectoare, 12 comune suburbane și 23 de sate. Apoi, în 1979, cele 8 sectoare ale Capitalei s-au redus la 6, cele care există și în prezent.
Din 1938 până după Revoluția Română din 1989 nu au fost alegeri libere în România, primele alegeri locale libere având loc după mai bine de jumătate de secol, în februarie 1992, în zilele de 9 (primul tur de scrutin) și 23 februarie (al doilea tur de scrutin). Alegerile s-au desfășurat în baza Legii nr. 70 privind alegerile locale, promulgată de Parlamentul României la 26 noiembrie 1991 și publicată în Monitorul Oficial nr. 239 din 28 noiembrie 1991.

## Sectorul 1
| Nr. crt. | Nume                 | An naștere/ deces | Ocupație                                  | Mandat           | De la              | Până la                   | Partid      | Poză |
| -------- | -------------------- | ----------------- | ----------------------------------------- | ---------------- | ------------------ | ------------------------- | ----------- | ---- |
| 1        | Flor Pomponiu        | 1950 –            | Inginer, politician                       | Ales             | 23 februarie 1992  | 16 iunie 1996             | PNL         |      |
| 2        | George Pădure        | 1954 –            | Om de afaceri, politician                 | Ales             | 16 iunie 1996      | 18 iunie 2000             | Independent |      |
| 3        | Vasile Gherasim      | 1950 – 2020       | Sociolog, jurist, politician              | Ales             | 18 iunie 2000      | 20 iunie 2004             | PSD         |      |
| 4        | Andrei Chiliman      | 1947 –            | Politician, inginer cercetător științific | Ales – 3 mandate | 20 iunie 2004      | 25 iunie 2015 - suspendat | PNL         |      |
| 5        | Vasile Moțoc         | 1964 –            | Jurist, politician                        | interimar        | 25 iunie 2015      | 5 iunie 2016              | PSD         |      |
| 6        | Daniel Tudorache     | 1964 –            | Inginer, politician                       | Ales             | 5 iunie 2016       | 27 septembrie 2020        | PSD         |      |
| 7        | Clotilde Armand      | 1973 –            | Manager, politician                       | Ales             | 28 septembrie 2020 | 29 octombrie 2024         | USR         |      |
| 8        | George-Cristian Tuță | 1984 –            | Ofițer SRI, consilier, politician         | Ales             | 29 octombrie 2024  | În funcție                | PNL         |      |

## Sectorul 2
| Nr. crt. | Nume               | An naștere/ deces | Ocupație                              | Mandat                                    | De la              | Până la                    | Partid    | Poză |
| -------- | ------------------ | ----------------- | ------------------------------------- | ----------------------------------------- | ------------------ | -------------------------- | --------- | ---- |
| 1        | Paul Radu Popovăț  | 1937 –            | Inginer constructor, politician       | Ales                                      | 23 februarie 1992  | 16 iunie 1996              | PAC       |      |
| 2        | Vladimir Popescu   | 1950 –            | Inginer constructor, politician       | Ales                                      | 16 iunie 1996      | 18 iunie 2000              | PNȚ-CD    |      |
| 3        | Neculai Onțanu     | 1949 –            | General, politician                   | Ales – 4 mandate                          | 18 iunie 2000      | 23 martie 2016 - suspendat | PSD, UNPR |      |
| 4        | Mihai Mugur Toader | 1962 –            | Inginer geochimist, politician        | interimar până la 5 iunie 2016, apoi ales | 23 martie 2016     | 27 septembrie 2020         | PSD       |      |
| 5        | Radu Mihaiu        | 1977 –            | Politician, inginer IT                | Ales                                      | 27 septembrie 2020 | 27 octombrie 2024          | USR       |      |
| 6        | Rareș Hopincă      | 1984 –            | Management și consultanță, politician | Ales                                      | 27 octombrie 2024  | În funcție                 | PSD       |      |

## Sectorul 3
| Nr. crt. | Nume                 | An naștere/ deces | Ocupație                       | Mandat           | De la             | Până la       | Partid | Poză |
| -------- | -------------------- | ----------------- | ------------------------------ | ---------------- | ----------------- | ------------- | ------ | ---- |
| 1        | Constantin Tutunaru  | 1946 –            | Politician                     | Ales             | 23 februarie 1992 | 16 iunie 1996 | PNȚ-CD |      |
| 2        | Sorin Paliga         | 1956 –            | Lingvist, scriitor, politician | Ales             | 16 iunie 1996     | 4 iunie 2000  | PNL    |      |
| 3        | Eugen Pleșca         | 1950 –            | Avocat, politician             | Ales             | 4 iunie 2000      | 20 iunie 2004 | PSD    |      |
| 4        | Liviu Negoiță        | 1962 –            | Avocat, politician             | Ales – 2 mandate | 20 iunie 2004     | 15 iunie 2012 | PDL    |      |
| 5        | Robert Sorin Negoiță | 1972 –            | Om de afaceri, politician      | Ales – 4 mandate | 15 iunie 2012     | În funcție    | PSD    |      |

## Sectorul 4
| Nr. crt. | Nume                     | An naștere/ deces | Ocupație                      | Mandat                                                | De la             | Până la                       | Partid   | Poză |
| -------- | ------------------------ | ----------------- | ----------------------------- | ----------------------------------------------------- | ----------------- | ----------------------------- | -------- | ---- |
| 1        | Eugen Bujoreanu          | 1951 –            | Politician                    | Ales                                                  | 23 februarie 1992 | 16 iunie 1996                 | PSDR     |      |
| 2        | Marin Luțu               | 1938 –            | Inginer mecanic, politician   | Ales                                                  | 16 iunie 1996     | 18 iunie 2000                 | PNȚ-CD   |      |
| 3        | Vasile Mihalache         | 1939 – 2018       | Profesor de desen, politician | Ales                                                  | 18 iunie 2000     | 20 iunie 2004                 | PDSR     |      |
| 4        | Adrian Inimăroiu         | 1965 –            | Medic stomatolog, politician  | Ales                                                  | 20 iunie 2004     | 18 iunie 2008                 | PNL      |      |
| 5        | Cristian Popescu Piedone | 1963 –            | Comerciant, politician        | Ales – 2 mandate                                      | 18 iunie 2008     | 4 noiembrie 2015 - demisionat | PC, UNPR |      |
| 6        | Daniel Băluță            | 1977 –            | Medic stomatolog, politician  | interimar până la 5 iunie 2016, apoi ales – 3 mandate | 4 noiembrie 2015  | În funcție                    | PSD      |      |

## Sectorul 5
| Nr. crt. | Nume                     | An naștere/ deces | Ocupație                          | Mandat           | De la              | Până la                    | Partid | Poză |
| -------- | ------------------------ | ----------------- | --------------------------------- | ---------------- | ------------------ | -------------------------- | ------ | ---- |
| 1        | Nicolae Bâzoi            | 1934 – 2000       | Inginer, politician               | Ales             | 23 februarie 1992  | 16 iunie 1996              | PNL    |      |
| 2        | Călin Cătălin Chiriță    | 1954 –            | Inginer TCM, politician           | Ales             | 16 iunie 1996      | 18 iunie 2000              | PNȚ-CD |      |
| 3        | Marian Vanghelie         | 1968 –            | Om de afaceri, politician         | Ales – 4 mandate | 18 iunie 2000      | 6 aprilie 2015 - suspendat | PSD    |      |
| 4        | Dan Iulian Croitoru      | 1968 –            | Administrație publică, politician | interimar        | 6 aprilie 2015     | 5 iunie 2016               | PNL    |      |
| 5        | Daniel Florea            | 1972 –            | Avocat, judecător, politician     | Ales             | 5 iunie 2016       | 27 septembrie 2020         | PSD    |      |
| 6        | Cristian Popescu Piedone | 1963 –            | Politician                        | Ales             | 27 septembrie 2020 | 02 Mai 2022 Suspendat      | PUSL   |      |
| 7        | Constantin-Ion Melnic    | 1959 –            | Politician                        | Interimar        | 14 iunie 2022      | 27 iunie 2023              | PSD    |      |
| 8        | Cristian Popescu Piedone | 1963 –            | Politician                        | Repus în funcție | 27 iunie 2023      | 30 octombrie 2024          | PUSL   |      |
| 9        | Vlad Popescu Piedone     | 1989 –            | Politician                        | Ales             | 30 octombrie 2024  | În funcție                 | PUSL   |      |

## Sectorul 6
| Nr. crt. | Nume              | An naștere/ deces | Ocupație                       | Mandat           | De la              | Până la                | Partid    | Poză |
| -------- | ----------------- | ----------------- | ------------------------------ | ---------------- | ------------------ | ---------------------- | --------- | ---- |
| 1        | Nicolae Vrăbiescu | 1943 – 2006       | Inginer, politician            | Ales             | 23 februarie 1992  | 5 aprilie 1994 - demis | PNȚ-CD    |      |
| 2        | Ioan Ion Mihai    | 1946 -            | Politician                     | Interimar        | 5 aprilie 1994     | 1995                   | PSDR      |      |
| 3        | Nicolae Vrăbiescu | 1943 - 2006       | Inginer, politician            | Reinvestit       | 1995               | 16 iunie 1996          | PNȚ-CD    |      |
| 4        | Ioan Dinuță       | 1958 –            | Economist, politician          | Ales             | 16 iunie 1996      | 18 iunie 2000          | PNȚ-CD    |      |
| 5        | Dan Darabonț      | 1964 –            | Doctor inginer, politician     | Ales             | 18 iunie 2000      | 20 iunie 2004          | PSD       |      |
| 6        | Cristian Poteraș  | 1965 –            | Sportiv, inginer, politician   | Ales – 2 mandate | 20 iunie 2004      | 15 iunie 2012          | PNL, PD-L |      |
| 7        | Rareș Mănescu     | 1969 –            | Doctor în economie, politician | Ales             | 15 iunie 2012      | 5 iunie 2016           | PNL       |      |
| 8        | Gabriel Mutu      | 1969 –            | Jurist, politician             | Ales             | 5 iunie 2016       | 27 septembrie 2020     | PSD       |      |
| 9        | Ciprian Ciucu     | 1978 –            | Politician                     | Ales – 2 mandate | 27 septembrie 2020 | În funcție             | PNL       |      |